# هبتان
الهبتان (يعرف أيضا ثنائي ميثيل الميثان، جيتيوسولف-سي، gettysolve-C،  هيدريد هيبتيل) 
هو من الهيدروكربونات. كما أن الهبتان ألكان له الصيغة الكيميائية CH3(CH2)5CH3. الهبتان له 9 متزامرات.
المتزامر إن-هبتان (السلسلة المستقيمة للهبتان) تم اختياره كنقطة الصفر في مقياس تقييم الأوكتان. وهو من المواد غير المفضل وجودها في الوقود، حيث أنه يحترق بانفجار، مما يسبب طرقات في محرك السيارة، وعلى العكس، فإن متزامر الأوكتان الذي له سلسلة متفرعة، يتحرق ببطء ويعطي أداء جيد للمحركات. وقد تم اختيار إن-هبتان كنقطة الصفر نظرا لإمكانية تواجده في صورة عالية النقاوة، غير المختلطة بالمتزامرات الأخرى للهبتان والألكانات الأخرى، ونحصل عليه من راتينج جيفري بين. ويمكن الحصول أيضا على كل من الهبتان والأوكتان من الزيت الخام، ولكنه يحتوي على خليط من المتزامرات الأخرى بنسب متغيرة، ولذا لا يكون لاستخدامه كنقطة صفر في مقياس الأوكتان.

## وصلات خارجية
- شهادة بيانات أمان المواد – هبتان
- هبتان